# Eldorado (Texas)
Pour l’article homonyme, voir Eldorado (homonymie).
La ville américaine d’Eldorado est le siège du comté de Schleicher, dans l’État du Texas. Elle comptait 1 951 habitants lors du recensement de 2010, estimée en 2017 à 1 691 habitants.

## Source
- (en) Cet article est partiellement ou en totalité issu de l’article de Wikipédia en anglais intitulé « Eldorado, Texas » (voir la liste des auteurs).